# 徐基哲
徐 基哲（ソ・ギチョル、서기철、1962年9月16日 - ）は、大韓民国の韓国放送公社 (KBS) 所属のアナウンサー。中央大学校新聞放送学科を卒業し、1987年にKBSの第15期公募採用でアナウンサーとして採用され入局した。1996年に韓国アナウンサー大賞を受賞した。2001年にKBSアナウンサー室次長に就任し、2003年から2005年まで韓国アナウンサー連合会会長を務めた。2006年にドイツで開催されたサッカーワールドカップの際には、KBSの番組でキャスターを務めた。2007年に第8回大韓民国映像大典フォトジェニック賞を受賞した。2008年に第35回韓国放送大賞のアナウンサー賞を受賞した。2012年10月に出身地である瑞山市の広報大使を委嘱された。